# Las grandes traiciones de México
Las grandes traiciones de México libro escrito por Francisco Martín Moreno, describe a manera de novelas cortas distintos pasajes de la historia de México donde se ha sospechado de traiciones entre políticos, militares, familiares, amantes, esposas o concubinas. 
El autor del libro busca responder las siguientes preguntas: ¿qué papel han jugado las traiciones en nuestra historia? y ¿hasta dónde desviaron el curso de nuestro devenir como nación y obstaculizaron nuestro desarrollo?.

## Reseñas

### Eleonaí Rivera
Un repaso por la historia de México, desde la larga guerra de independencia hasta los conflictos del siglo XX. Una serie de postales de la vida nacional en sus momentos más críticos, los protagonistas son los traidores, los que sirvieron a los enemigos de la nación.

### Daniel Salinas Basave
Tal vez para los devotos de la historiografía ortodoxa, Francisco Martín Moreno sea un impostor cuya obra carece del más mínimo rigor académico.
Martín Moreno escribe sobre historia de México y lo que es más sorprendente, es que ha logrado interesar a un gran público en el tema, algo atípico e improbable en este país de no lectores.
Ciertamente, este abogado capitalino no es precisamente un fanático de la metodología de trabajo e investigación que siguieron historiadores clásicos como Luis González o Daniel Cosío Villegas, aunque sí tiene el cuidado de citar fuentes bibliográficas.
Digamos que sin ser un tergiversador, el autor se concede un exceso de licencias literarias en un terreno que para algunos debe estar regido por la minuciosa objetividad de un investigador.
Luego del gran éxito que significó México negro, una sui generis versión en la que la ambición por el petróleo se convierte en el móvil que desencadena la Revolución y su millón de muertos, Martín Moreno siguió apostando a una fórmula que no sería correcto llamar novela histórica, sino más bien historia novelada.
Las grandes traiciones de México es un interesante ejercicio que según confiesa el autor, le costó realizar, dado que el tema es harto repetitivo en nuestra historia.
En un país donde los grandes episodios y conflictos nacionales han estado enmarcados y han sido en ocasiones resueltos por la traición, no resulta empresa fácil hacer una selección de las traiciones más ruines y bajas.

### Amazon
Una larga cadena de infamias se extiende por la historia de México y, lamentablemente, no escasean las cometidas por próceres, héroes nacionales y caudillos, e incluso por los llamados padres de la patria.
En todo tiempo la lucha por llegar al poder y mantenerse en el a cualquier costo ha producido alianzas inconfesables, corrupción a niveles inauditos y asesinatos a mansalva... o maquiavelicos, como el cometido, por medio de un veneno, contra Benito Juárez.
La cadena de traiciones se extiende a lo largo del siglo XIX, de Morelos a Santa Anna y hasta dar con Porfirio Díaz, quien entierra al liberalismo mexicano y, a pesar de haber llegado a la Presidencia enarbolando el principio de la no-reelección, se reelige a su antojo hasta ser depuesto por el estallido de la Revolución. Ya en el siglo XX Victoriano Huerta traiciona a Madero; Carranza traiciona a Zapata; Obregón traiciona a Carranza, a Villa, a Carrillo Puerto, a Salvador Alvarado, a Adolfo de la Huerta y a Francisco Serrano, entre otros, hasta que el propio caudillo cae muerto, baleado y traicionado.
En esta obra, Francisco Martín Moreno narra y analiza esos y otros episodios con base en una minuciosa investigación documental y con un estilo ágil, ameno y vigoroso, convencido de que es fundamental conocer a fondo la historia de nuestro país, en toda su cruda verdad.

## Índice
- Prólogo
- ¿Es justificada la traición cuando se trata del amor...?
- Pancho Villa y la Revolución traicionada
- Yo, mi alteza
- José María Morelos y Pavón traicionado y ¿traidor...?
- Álvaro Obregón y la traición masiva
- La carambada, o el placer de la venganza originado por una traición
- Del clero maldito y otras traiciones
- La traición en contra de Emiliano Zapata
- Francisco Serrano y Arnulfo Gómez: la oposición exterminada
- Manuel Peláez o el poder corrosivo de la tradición
- El pueblo: ¿Fantasma o traidor?
- Madero: de la ilusión por la democracia a la traición
- Bibliografía